# Bernartice (Boêmia Central)
Bernartice é uma comuna checa localizada na região da Boêmia Central, distrito de Benešov.